# チャールズ・ノウルズ
初代ラヴェルヒル準男爵サー・チャールズ・ノウルズ（Sir Charles Knowles, 1st Baronet、1704年ごろ - 1777年12月9日）は、イギリス海軍の士官で、ジェンキンスの耳の戦争、オーストリア継承戦争（ジョージ王戦争）、七年戦争（フレンチ・インディアン戦争）に従軍した。また、露土戦争の間、ロシア帝国海軍にも短期間所属している。長く波乱に満ちた海軍生活の中で提督にまで昇進し、英露両国で成功し、時に議論においても成功を収めた。高水準の教育を受けており、とりわけ建築や砦の破壊に関する技術を得ていた。軍人生活の大部分を西インド諸島周辺で過ごし、そこでスペインやフランスの軍艦や入植地に対して、艦隊や兵を指揮した。提督まで上り詰めた現役の海軍士官であったにもかかわらず、暇を見つけては勉強し、外国語の科学の文献を翻訳し、発明に時間を割いた。しかしいくつかの失敗が軍人生活に汚点を残し、おそらくはそれが、人生後半におけるロシアへの移住、そしてロシア海軍の発展を指導する一因となったと思われる。

## 海軍に入隊するまで

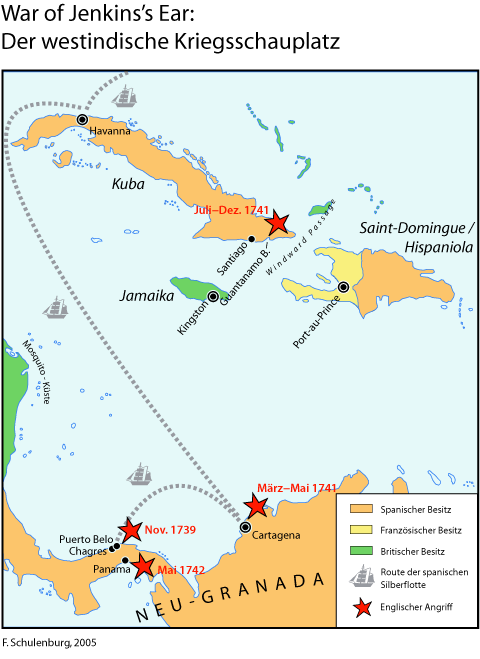
ジェンキンスの耳の戦争の地図

ノウルズはおそらく1704年ごろに生まれたとされるが、一部の文献では1697年生まれとなっている。また、名義上の第4代バンベリー伯爵であったチャールズ・ノリスの庶子とも考えられている。ノウルズの教育を担当したのは、片親違いの兄であるウォリングフォード卿であり、ノウルズは1718年3月に海軍に入隊し、ウォリングフォードから提督ジョージ・ビングに推薦された。ノウルズはビングの艦隊の1隻である、70門艦のバッキンガムに乗艦し、チャールズ・ストリックランド艦長のもとで任務に就いたが、4月にレノックスに異動して艦長の使用人となった。レノックスには1720年12月まで乗艦し、ビングの艦隊と共に地中海での任務に就いた。1718年8月11日のパッサロ岬の戦いに参戦したが、その時は一時的にビングの旗艦バルフュールに乗っていたであろうとされている。
その後ノウルズは、1721年6月にライム (HMS Lyme) に乗艦した。はじめはヴェレ・ボークラーク艦長の使用人として働き、その後1年半は熟練船員として働いた。ノウルズは地中海での任務の間はずっとライムに名前が登録されており、任務から解かれたのは1726年6月だった。しかしこれは単に名前のみの配属で、おそらくは上陸して学問に多くの時間を割いていたと思われる。イギリスへ戻ったノウルズは護衛艦ウィンチェスターに乗り、その後はキンセールでサー・チャールズ・ウェージャーの旗艦トーベイに乗って、ボークラークのもとで任務に就いた。1730年5月30日に中尉としてスループ船トライオールに乗るまで、トーベイでの任務は続いた。翌年3月にはライオンの乗員となった、その3月にこの艦は海軍少将チャールズ・ステュワートの旗艦として西インド諸島へと出航した。

## 西インド諸島

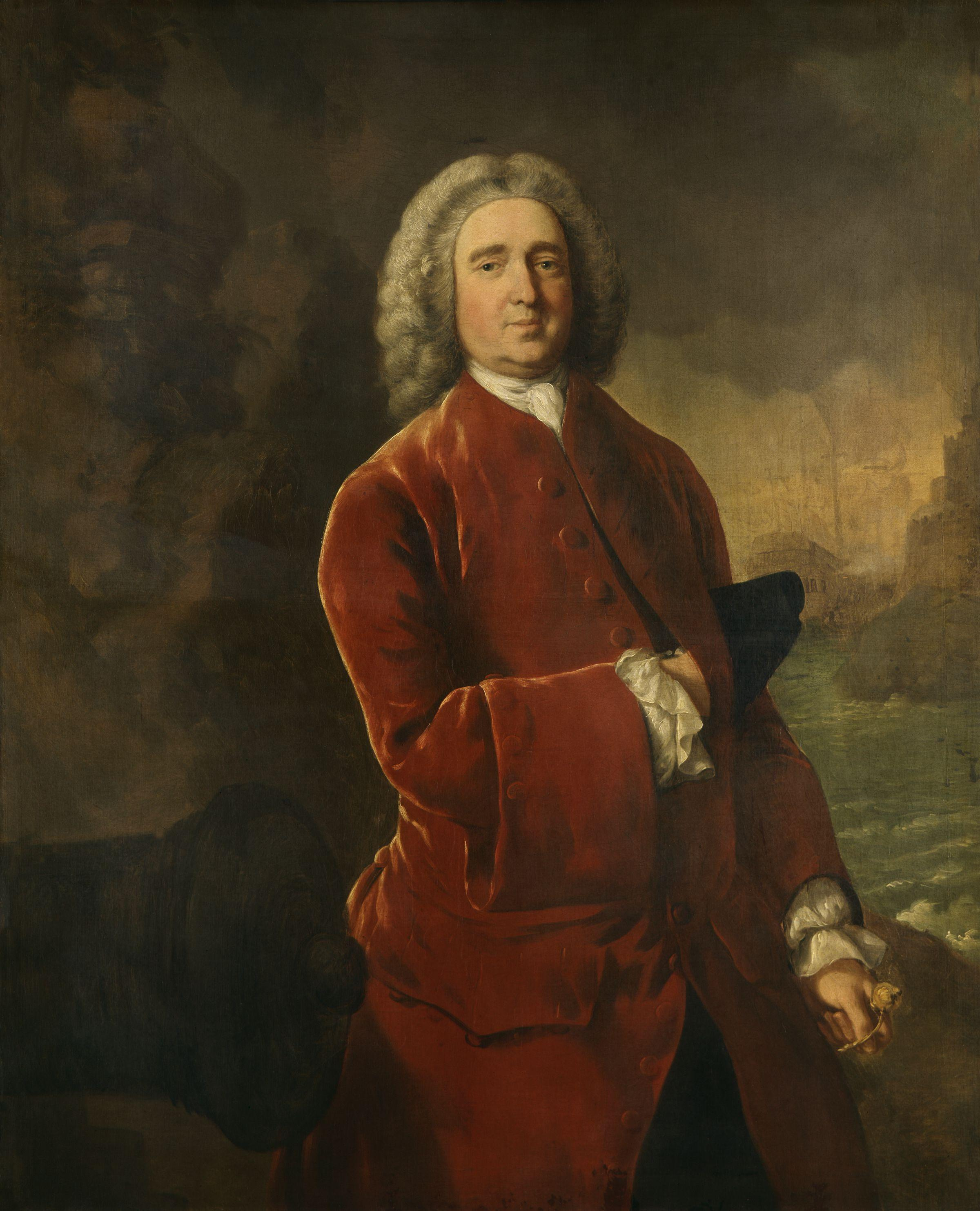
エドワード・ヴァーノン　トマス・ゲインズバラ作

技師としての評価を獲得し、イギリスに戻ったノウルズに、ウェストミンスター橋の設計書の作成についての助言と監督の役割が与えられた。このためにノウルズは、パリのポンヌフの研究をしに行った。1732年には40門艦サザンプトンの中佐に昇進したが、これは実態を伴わない階級であり、ダイヤモンドの指揮官となるまで、艦長の副官として仕事をしたのは1737年2月4日になってからであった。1739年にはエドワード・ヴァーノン率いる西インド艦隊の援軍に向かうよう命令を受けた。ジェンキンスの耳の戦争が進展していたからである。ノウルズはポートロイヤルでヴァーノンと合流し、西インド諸島へ向かう途中で2隻のスペイン船を拿捕した。うち1隻は12万スペインドル（かつてのスペイン銀貨）と兵士6000人分の衣類を積んだレジスターシップであった 。ポルトベロへヴァーノンが艦隊を進めている時は同行できなかったが、11月27日になってノウルズもポルトベロに到着し、その5日後にポルトベロの戦いでイギリスは勝利した。ヴァーノンはノウルズに、スペインの砦を破壊するよう命令した。砦は頑丈にできており、破壊には結局3週間と122樽もの火薬を必要とした。砦を破壊しつくしたのち、イギリスは撤退した。ノウルズの陸上作戦での完璧な指揮は、ヴァーノンに強い印象を与えた。

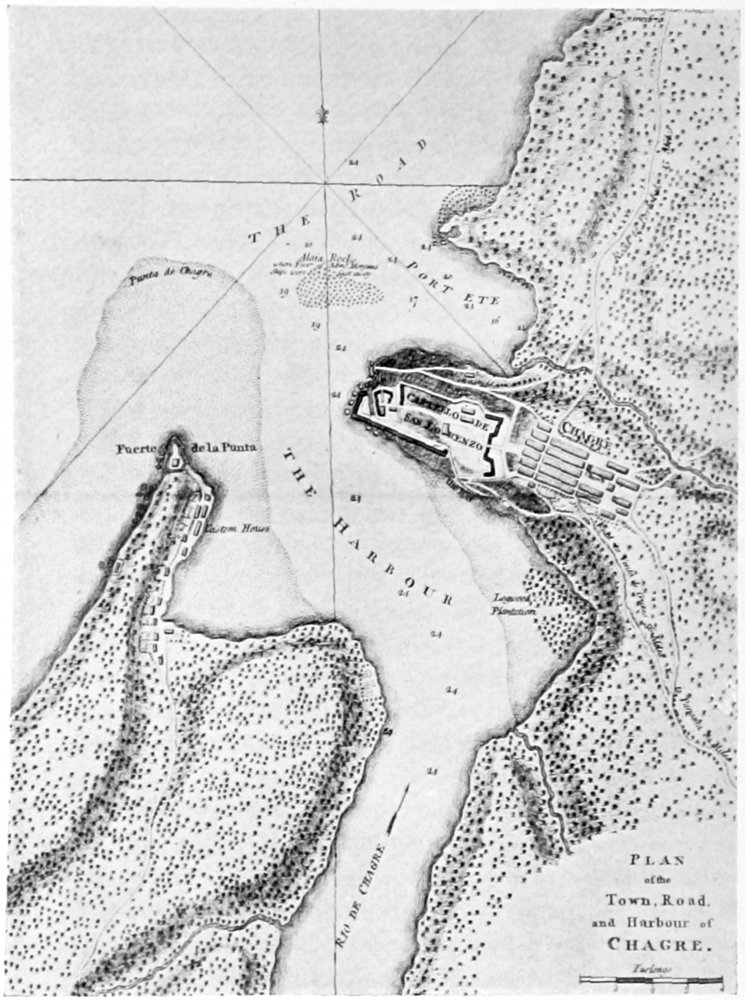
チャグレス周辺の地図（1739年のものといわれる）

次にヴァーノンは、ノウルズにカルタヘナ沖を航海して、スペイン軍を監視し、彼らへの監視と、敵軍への物資の補給を禁じるよう命じた。ノウルズはそこで火船サクセスに移り、チャグレスの港への攻め口を調べるように部下に命令した。この任務を終え、攻撃計画をまとめたのち、臼砲艦と火船、他の小舟を指揮して、チャグレス川の河口にある、サンロレンソ砦を徹底的に破壊する任務についた。チャグレスの町と城とは1740年3月24日に降伏し、ノウルズは城の責任者となった。ヴァーノンはまた、砦に集めてあるスペインに輸送予定の物品を移動させ、何隻かの私掠船を沈めるように言った。ノウルズは城を取り壊す仕事に取り掛かった、稜堡の下で地雷をいくつか爆発させ、居住部分を焼いた。これを終えたのち、3月末にヴァーノン艦隊は退却し、ポルトベロ経由でポートロイヤルに戻った。

### ヴァーノンとカルタヘナ・デ・インディアスの戦い

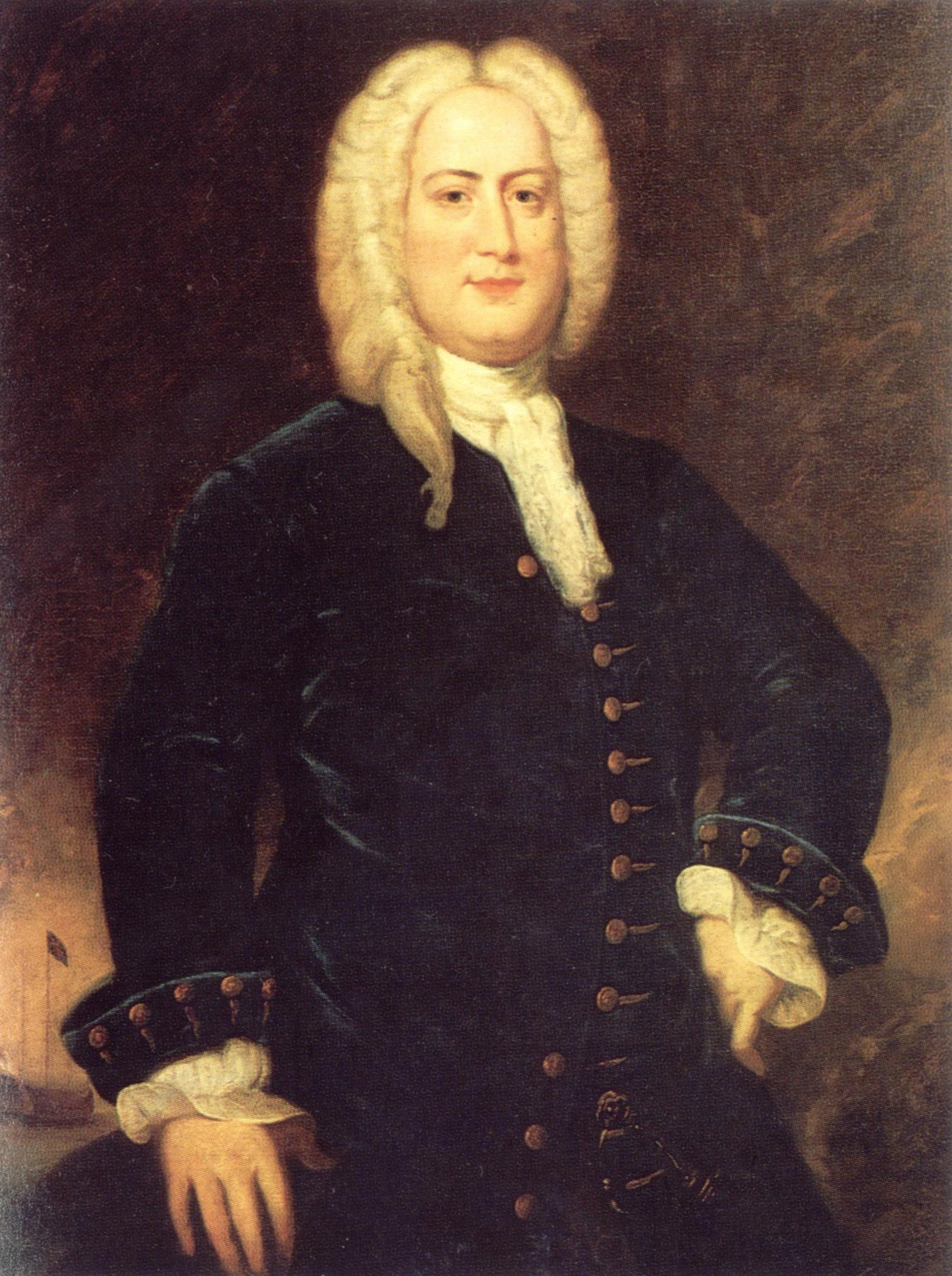
チャルナー・オグル

ノウルズはその後数か月を航海に費やし、その後トリントンと25隻の商船団の護衛をして共にイギリスに戻った。1740年8月4日に、ノウルズを乗せたダイヤモンドはスピットヘッドに着いた。その後ほどなくして、ノウルズはリッチフィールドの指揮官となった。間もなくノウルズは60門砲のウェイマスに異動し、1740年10月24日にワイト島のセントヘレンズを出港した。サー・チャロナー・オグルの艦隊の一員として、西インド諸島のヴァーノンへ援軍を送るための航海だった。1741年2月16日には、ヴァーノンの作戦会議の一員となり、カルタヘナの陸海両軍の攻撃の問題を解決した。ヴァーノンはノウルズをスペインの防御偵察作戦の指揮官とし、しかるのちに攻撃計画を立ち上げた。この任務が終わって、ノウルズはカルタヘナの戦いの主要な役割を演じ、砦の一部を急襲して攻略し、スペインの旗艦を占領して、港の入り口から船着き場にめぐらせてあった防材を粉砕し、イギリス艦を停泊できるようにした。
翌日、何隻かのイギリス艦が入港した。その中にはかつてノウルズが乗艦したウェイマスもいた。ヴァーノンの命令で、ノウルズは敵の砲台をいくつか破壊し、カスティーヨ・グランデを攻略して、敵軍の補給路を断つために港に近い方へ味方の艦を引き入れた 。ヴァーノンはカスティーヨ・グランデの総督となり、イギリス軍が撤退の準備を始めたため、砦を破壊するように命じた。ノウルズは順当に任務を遂行し、使えない兵器を差し出した。そして、大量の石灰と石灰岩を運び出した 。イギリス軍のカルタヘナ攻略の失敗は、陸軍と海軍との間にかなりの不快感をもたらすことになった。ノウルズは、1743年に出版された、陸軍の行動を批判した『カルタヘナ遠征の証言、注記と所見』という見出しの冊子の著者ではないかといわれている。艦隊はジャマイカに戻り、そこでノウルズは、前の任務であるリッチフィールドの指揮に戻り、その後も西インド諸島を拠点として、主にポートベロやポートロイヤル、アンティグアの砦と、これらの港に停泊している艦の設備の強化に当たっていた。彼はその後准将となり、スパーブとセヴァーンに自分の旗をはためかせ、1743年から45年まで、ヴァーノンに代わってジャマイカの駐留地の指揮官となったオグルのもとで、副官として任務に就いた。

### ラ・ゴーリアの戦いとプエルトカベーロ

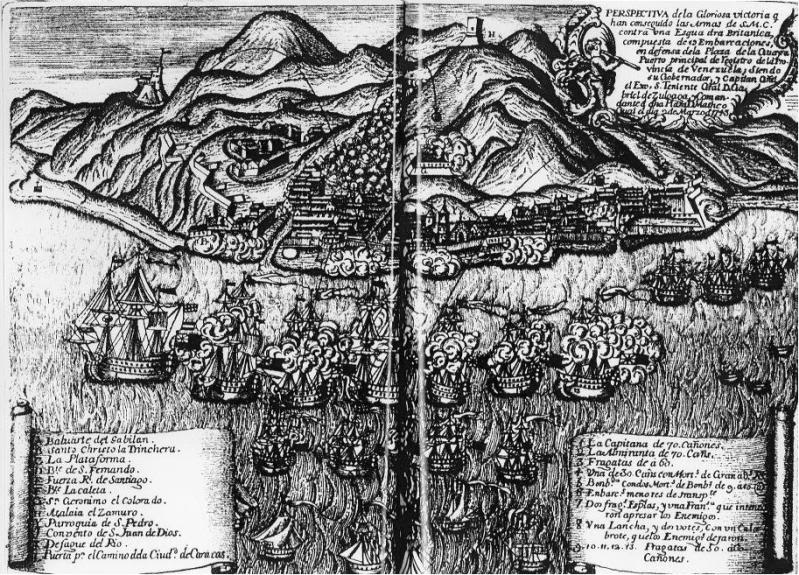
ラ・ゴーリアの戦い（銅版画）

1742年、ノウルズは70門艦サフォークの指揮官となり、1743年にはオグルの命令により、スペインの植民地であるラ・ゴーリアとプエルトカベーロを攻撃した。スペイン軍はこの攻撃の情報をよくつかんでいて、予備の兵士を徴募しており、オランダから火薬を買い入れていた。その結果、1743年のラ・ゴーリア攻撃はイギリスの敗戦に終わった。ノウルズは兵士を撤退させ、キュラソー島で艦を修理して、攻撃のため4月15日にプエルトカベーロに赴いたが、4月24日にまたも敗れ、両戦闘はいずれも敗北に終わった。

## ルイブール総督就任
1743年から1745年の間、ノウルズは多くの敵艦を拿捕したが、この行為に対して、ジャマイカの名士63人の署名がある手紙を受け取った。それにはこう記してあった。
ノウルズ閣下　貴殿の過去、現在、そして未来における任務について我々はよく存じております。国王陛下の命によるこの任務は、常にそうであるように、大衆的人気をなんら得られないものです。今までのところ、これらの任務は完全に理にかなっておりますが、まさに、じかに任務に関わる方々のおひとりとして、貴殿のなさることは、少なくとも、許されざる任務怠慢と我々は見るべきでしょう。もしそのような行為がよからぬことをお考えでないのであれば、貴殿方の任務に対して、我々は統一見解を持つことを放棄するべきでしょう。—
1745年、ノウルズは新しい軍艦であるデヴォンシャーの艦長となった。その年の遅く彼はイギリスに戻り、1746年の1月にカンタベリーに乗艦してザ・ダウンズの兵たちの指揮を、中将ウィリアム・マーティンのもとで執った。短期間、フランスの侵略の準備に備えて分遣され、2月には戻って2隻のフランス船を拿捕した。3月21日にはエディンバラに乗り、セントヘレンズからイギリス海峡に向かう船団を護衛し、その後は50門艦のノーウィッチに移った。
1746年、ノウルズはピーター・ウォーレンの後継者としてルイブールの総督に就任した。1746年3月31日に、カンタベリーとルビーと共にルイブールに着いた。彼は2年近く総督として過ごし、始めのうちはニューカッスル公トマス・ペラム＝ホールズに「混乱して、汚くて、けだものじみた状況の」砦に関して不満をぶつけた。その当時、砦は修復と防御強化の工事がなされていた。1747年7月15日に白色少将に昇進して、ジャマイカの駐屯地の司令長官となった。この昇進に当たって、カンタベリーの甲板上に自らの旗をなびかせたが、すぐにコーンウォールに代わった。最初は自分の戦隊を使ってサンティアーゴ・デ・クーバを攻撃しようとしたが、逆風のため、サン＝ルイ・ド・スド砦を攻撃した。1748年の3月8日にサンルイ・ド・スドに到着し、砦を重爆撃で降伏させたのち、自らの支配下に置いた（サン＝ルイ＝デュ＝シュドの海戦）。1748年5月12日には、赤色少将に昇進し、4月5日にサンティアーゴ・デ・クーバに戻って新たに攻撃を仕掛けたが、砦の攻略はかなわず、一旦ジャマイカに戻った（サンティアーゴ・デ・クーバの海戦）。

## ハバナの戦い

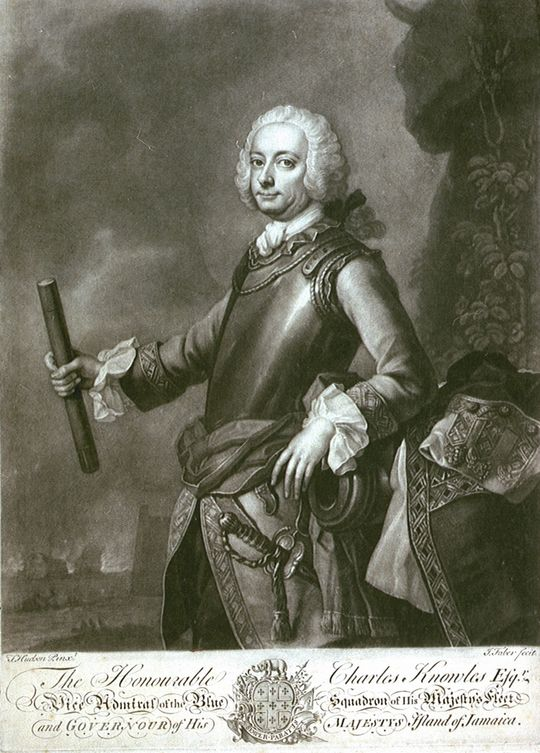
甲冑姿のノウルズ、右手で砦と炎上する船とを指している。

艦を修理させた後、ノウルズは、キューバ沖でスペインの財宝船を奪えることを期待しつつ、航海に出た。9月30日、ノウルズはチャールズ・ホルムズが艦長として乗っていたレノックスと偶然に出会った。ホルムズは数日前にスペインの艦隊と出くわしたとノウルズに伝えた。翌朝、その艦隊がノウルズの視界に入ってきたが、記号が混乱し、風上を保つのに悪戦苦闘し、イギリスが組織だってスペイン艦隊を攻めることはできなかった。ハバナの戦いが、スペイン船1隻のみの拿捕で終わり、他にもかなりの損傷を受けたため、この戦いの勝利は、イギリス軍が期待した完勝ではなかった。ノウルズは、軍の管理の仕方がまずかったかどで告発され、1749年に軍法会議に出向いた。判決は彼が取った戦術のまずさに対しての懲戒処分だった、その一方で、共に行動した他の船長たちも告発された。ノウルズと部下の間には間にはかなり気まずい空気がただよい、何度か決闘が行われた。一例として、ノウルズがホルムズと撃ち合いをし、他にも2人の艦長、イネスとクラークが決闘を行って、これでイネスは致命傷を負った。国王ジョージ2世はついに、この件に関しての決闘をやめるよう仲裁に入った。

## ジャマイカ総督

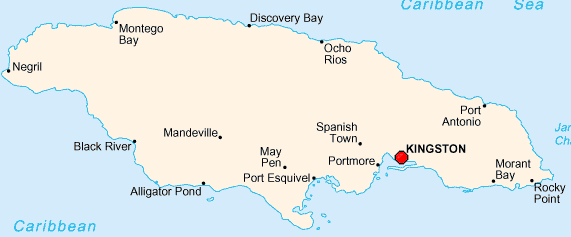
ジャマイカ。赤丸がキングストン、その左にスパニッシュタウンがある。

1749年から1752年まで、ノウルズは短期間ながら、ガットンから出馬して下院議員をつとめ、1752年にジャマイカの総督となった。4年間の任期の間に、法体系改正の方法を講じ、スパニッシュタウンから、より防御面で優れていると主張して、キングストンに行政上の首都を移した 。ノウルズが、ジャマイカ議会のイギリス議会への従属を確実にしようとしていることで、辞任を求める声が高まったが、ノウルズのやり方は、その後イギリス議会から支持された 。1756年の1月に総督を辞任し、イギリスへ戻った。1755年2月4日には赤色中将に任命された。

## 七年戦争とロシア
七年戦争の間、1757年のロシュフォール遠征で、ノウルズは提督エドワード・ホークのもと、ネプチューンに乗艦して副指揮官を務めた。ノウルズは砲撃を指揮したが、この遠征は失敗とされ、その後批判を受けた一人となった。彼は『ノウルズ提督の遠征での指揮の真相』という見出しの冊子で自己弁護をしたが、これはトビアス・スモーレットから『ザ・クリティカル・ヴュー』で酷評され、ノウルズはこれを名誉棄損であるとして、スモーレットを告訴した。1757年の冬、ノウルズは短期間ロイヤルアンに乗ったが、ロシュフォールでの完敗は、退役のきっかけとなった。1760年10月31日には準男爵に叙せられ、12月3日に海軍大将となった。1770年に海軍を退き、その後露土戦争が行われている間に、ロシア帝国のエカチェリーナ2世から、ロシア帝国海軍の発展への助言を求められた。1774年まで、主にサンクトペテルブルクで軍の運営管理に関わる仕事をし、その後イギリスに戻って、1777年12月9日にロンドンのブルストロード・ストリートの家で死去した。遺体はサリーのギルドフォードに埋葬された。

## 家族と私生活

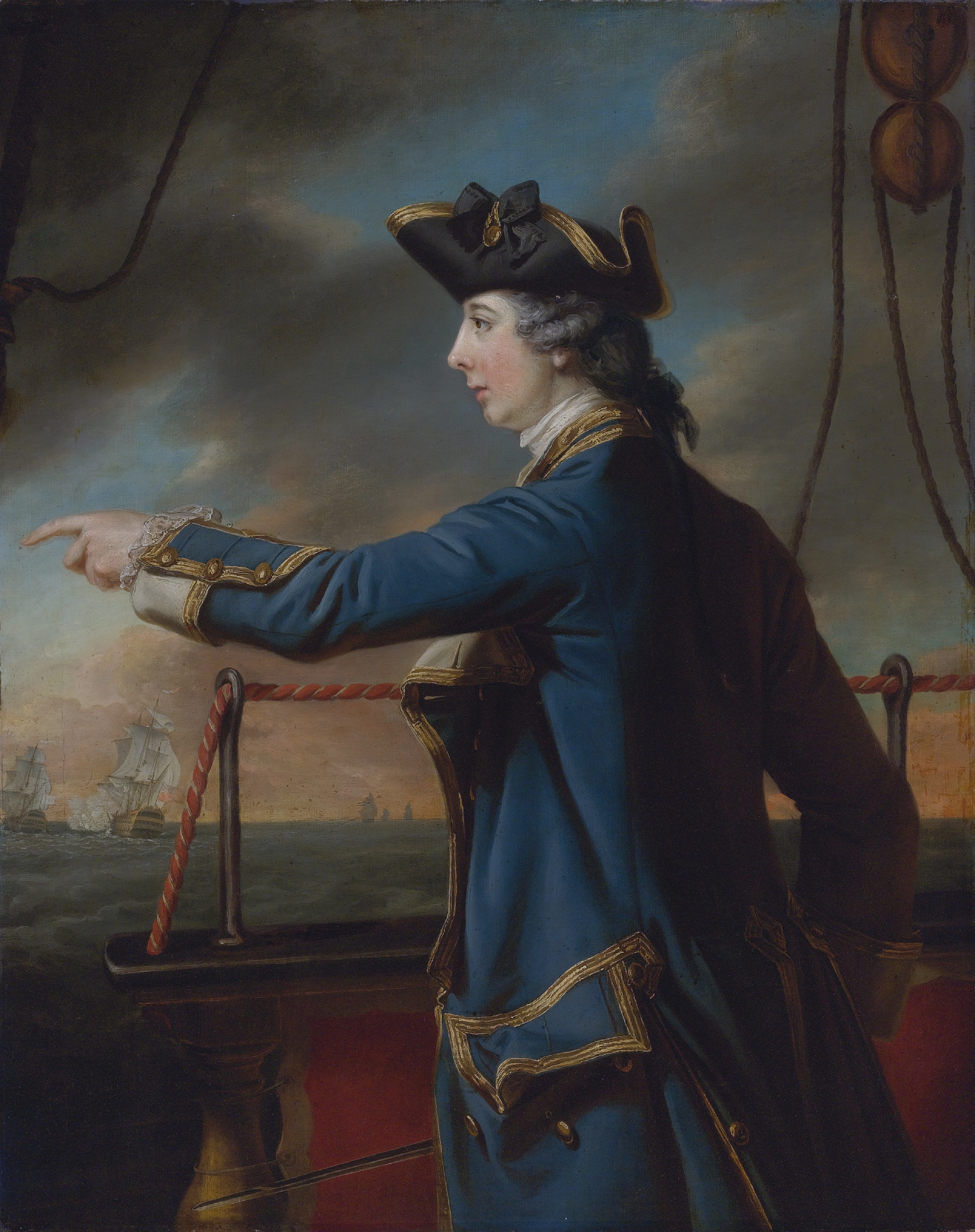
ノウルズの長男エドワード　フランシス・コーツ作

ノウルズは、後にバルバドス議会の議長を務めたジョン・アレインの姉妹と結婚した。1740年12月23日のことだった。2人の間には息子のエドワードが生まれた。エドワードは父の後を追って海軍に入ったが、乗船していたスループ船ペレグリーンが1762年に沈没した際に、行方がわからなくなった。1750年にノウルズは2度目の結婚をした、相手はマリア・マグダレナ・テレーズ・ド・ブージェだった。この妻との間にも息子が生まれ、また娘も2人生まれた。マリアとの息子のチャールズは、後に準男爵の位を継いだ。
1775年、ノウルズはM・ドラクロワの著書の英語版 "Abstract of the Mechanisms of the Motions of Floating Bodies" を発表した。この本の序文には、ドラクロワの発見を再確認するために、ノウルズが実際に実験を行ったことが書かれている。また自身も風圧と風速を測る機械を発明し、このことはレオンハルト・オイラーに認められている。